# 60 (tal)

Delbarheten av 60.

60 (sextio (fil)) är det naturliga talet som följer 59 och som följs av 61.
- Hexadecimala talsystemet: 3C
- Binärt: 111100

## Talteori
- Delbarhet: 1, 2, 3, 4, 5, 6, 10, 12, 15, 20, 30, 60
- Antal delare: 12
- Summan av delarna: 168
- Primfaktorisering: 22 · 3 · 5
- 60 är ett jämnt tal.
- 60 är ett mycket ymnigt tal
- 60 är ett superymnigt tal
- 60 är ett unitärt perfekt tal
- 60 är ett mycket högt sammansatt tal
- 60 är ett ikosihenagontal
- 60 är ett heptagonalt pyramidtal
- 60 är ett kolossalt ymnigt tal.
- 60 är ett aritmetiskt tal.
- 60 är ett Harshadtal
- 60 är ett Praktiskt tal.
- 60 är summan av primtalstvillingarna 29 och 31.
- 60 är även summan av fyra konsekutiva primtal (11 + 13 + 17 + 19).
- 60 är det minsta talet som är summan av två udda primtal på sex sätt.
- 60 är det minsta talet delbart med talen från 1 till 6.
- Icke-lösbara gruppen med minsta ordning är A5, med ordning 60.

## Inom vetenskapen
- Neodym, atomnummer 60
- 60 Echo, en asteroid
- M60, elliptisk galax i Jungfrun, Messiers katalog